# بات هاريسون
بات هاريسون (بالإنجليزية: Pat Harrison)‏ هو محامي وسياسي أمريكي، ولد في 29 أغسطس 1881 في كريستال سبرينغز في الولايات المتحدة، وتوفي في 22 يونيو 1941 في واشنطن العاصمة في الولايات المتحدة. نشط حزبياً في الحزب الديمقراطي. وقد انتخب الرئيس المؤقت لمجلس الشيوخ الأمريكي (6 يناير 1941 – 22 يونيو 1941) وانتخب عضو مجلس النواب الأمريكي (4 مارس 1911 – 3 مارس 1919) وانتخب عضو مجلس الشيوخ الأمريكي عن دائرة مسيسيبي (4 مارس 1919 – 22 يونيو 1941).